# Зилант

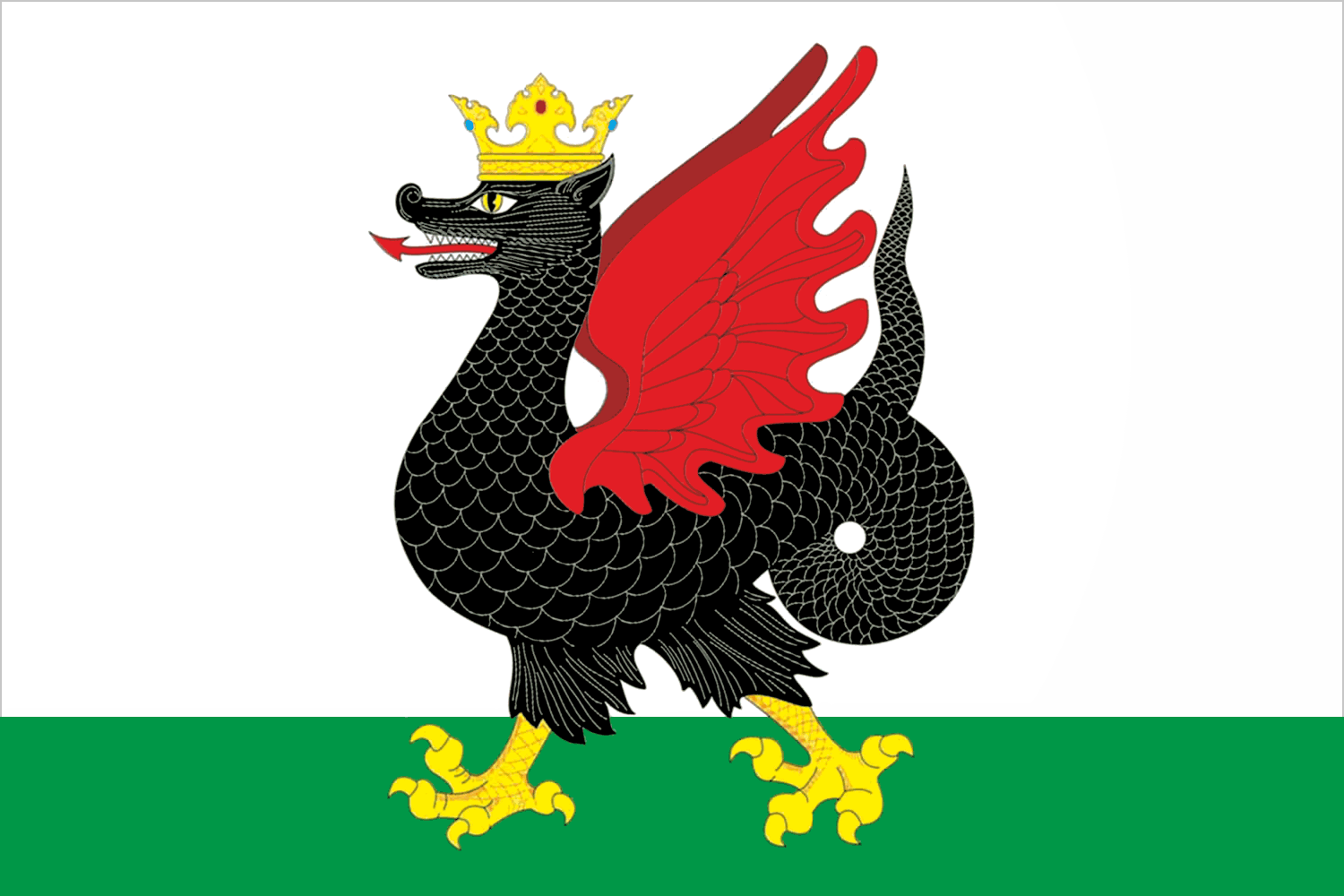
Прапор міста Казань

Зилант — у татарських легендах і казках міфологічна істота, що має вигляд дракона (аждахи) чи змія.

## Легенди про Зиланта
За давньою казахською легендою Зилант мешкав на горі біля річки Казанки поблизу впадіння її у Волгу. Гору було прозвано Зилантовою, що дала ім'я православному монастирю, побудованому на ній в 1560 р. Зараз, за легендою, змій знаходиться в озері Кабан і охороняє ханські скарби цариці Сююмбіке.

## Зилант у геральдиці
Спочатку зображення Зиланта було відмітним знаком печатки казанського хана. Після завоювання Казані Іван Грозний переніс його на державну печатку.
У 1781 році царським указом Зилант був поміщений на герб Казанської губернії. Він був описаний в указі як «чорний коронований дракон, крила і хвіст червлені, дзьоб і кігті золоті; язик червлений». Разом з гербом Казанської губернії Зилант потрапив на герб Російської Імперії. Його зображення було включено в герби всіх міст губернії.
Зилант зображений на гербі і прапорі міста Казань (Республіка Татарстан, Російська Федерація), на гербах ряду міст Республіки Татарстан, а також на гербі Кашири (Московська область, Російська Федерація).
Зилант також є символом футбольного клубу «Рубін», що відображено на його логотипі.

## Зилант в мистецтві
Після додавання Зиланта на печатку Івана Грозного його образ з'явився в оформленні тронів і парадних сервізів. Також зображення Зиланта часто зустрічається як декоративний елемент оформлення парадних решіток і будинків по всій Казані. Найбільш помітним є фонтан «Казан», створений у 2005 р.
Також Зилант — символ фестивалю шанувальників рольових ігор «Зиланткон».

## Ресурси Інтернету
- Вікісховище має мультимедійні дані за темою: Зилант
- Ancient Kremlin [Архівовано 25 травня 2007 у Wayback Machine.]
- Early Tatar flags
- (рос.) Статья на "Уфолог.ру"[недоступне посилання]
- (рос.) Легенда Царства Казанского

## Виноски
1. ↑  Аждаха (Аджаха) — злий демон в образі дракона у міфології тюркомовних народів.
2. ↑  Міста, що входили раніше до складу Казанської Губернії

## Фототека

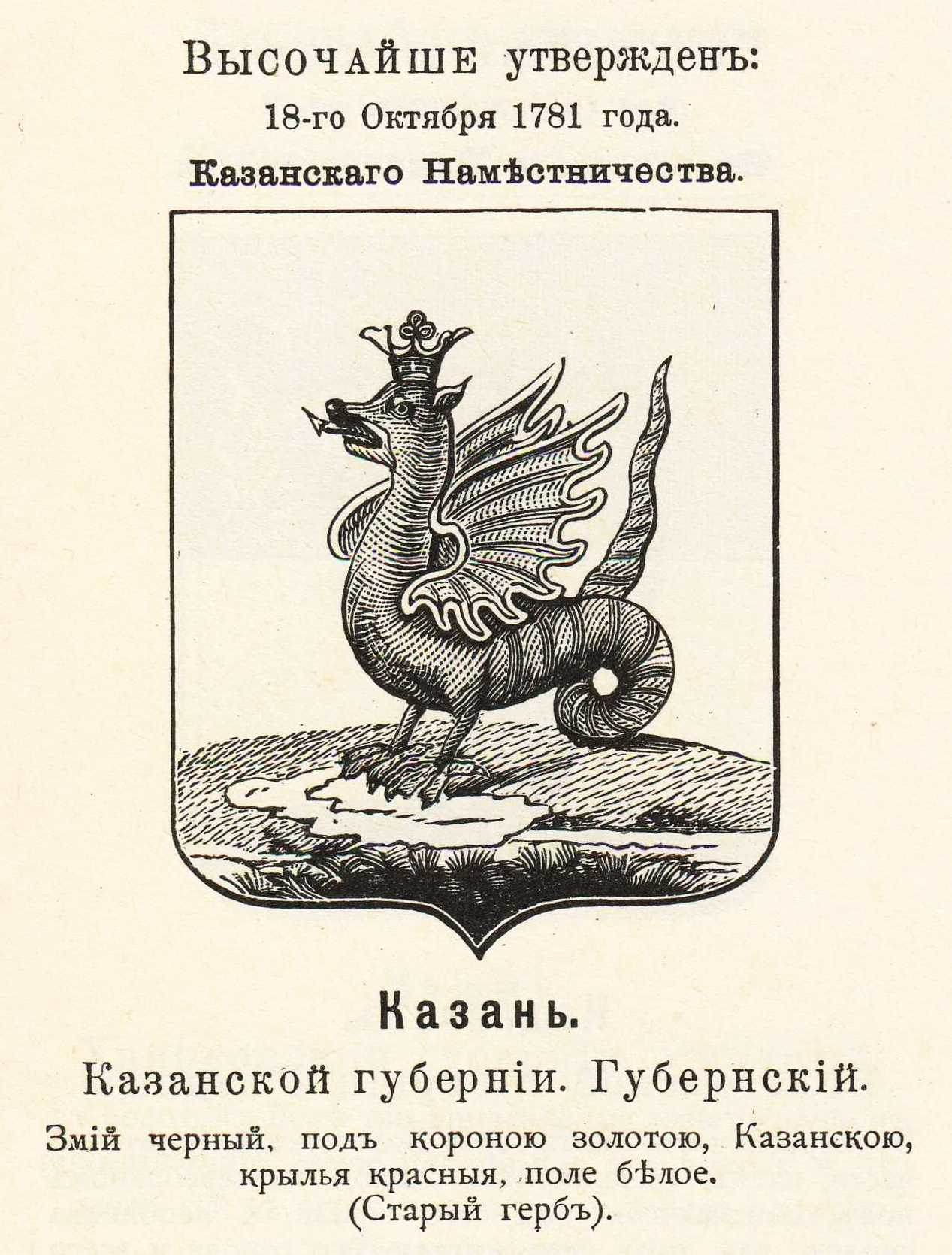
Герб Казані 1781
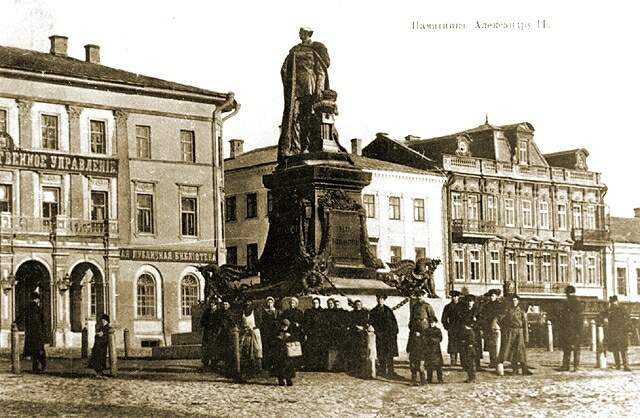
Змії на п'єдесталі казанського пам'ятника Олександру II (знесений)
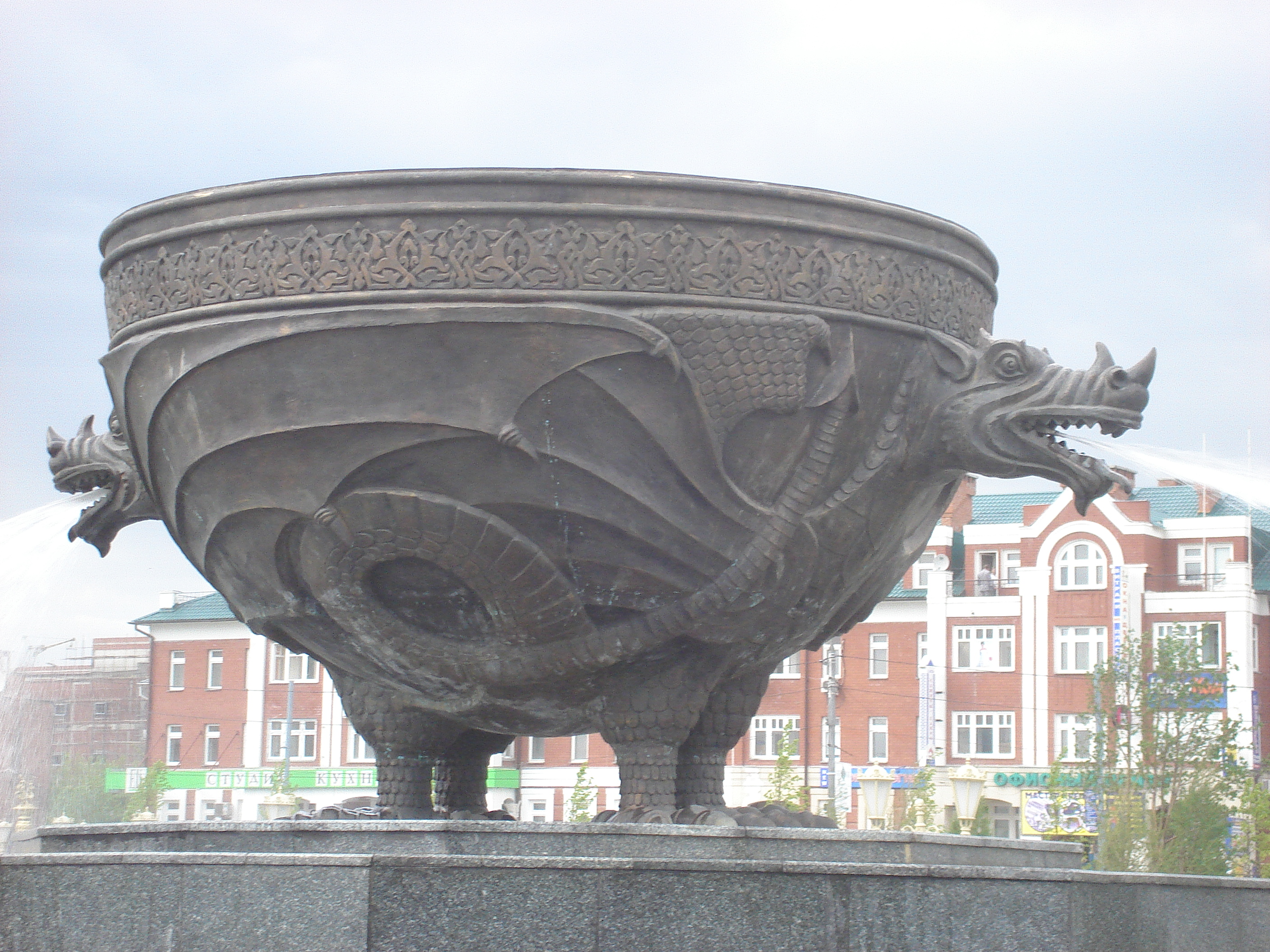
Фонтан «Казан» у Парку Тисячоліття
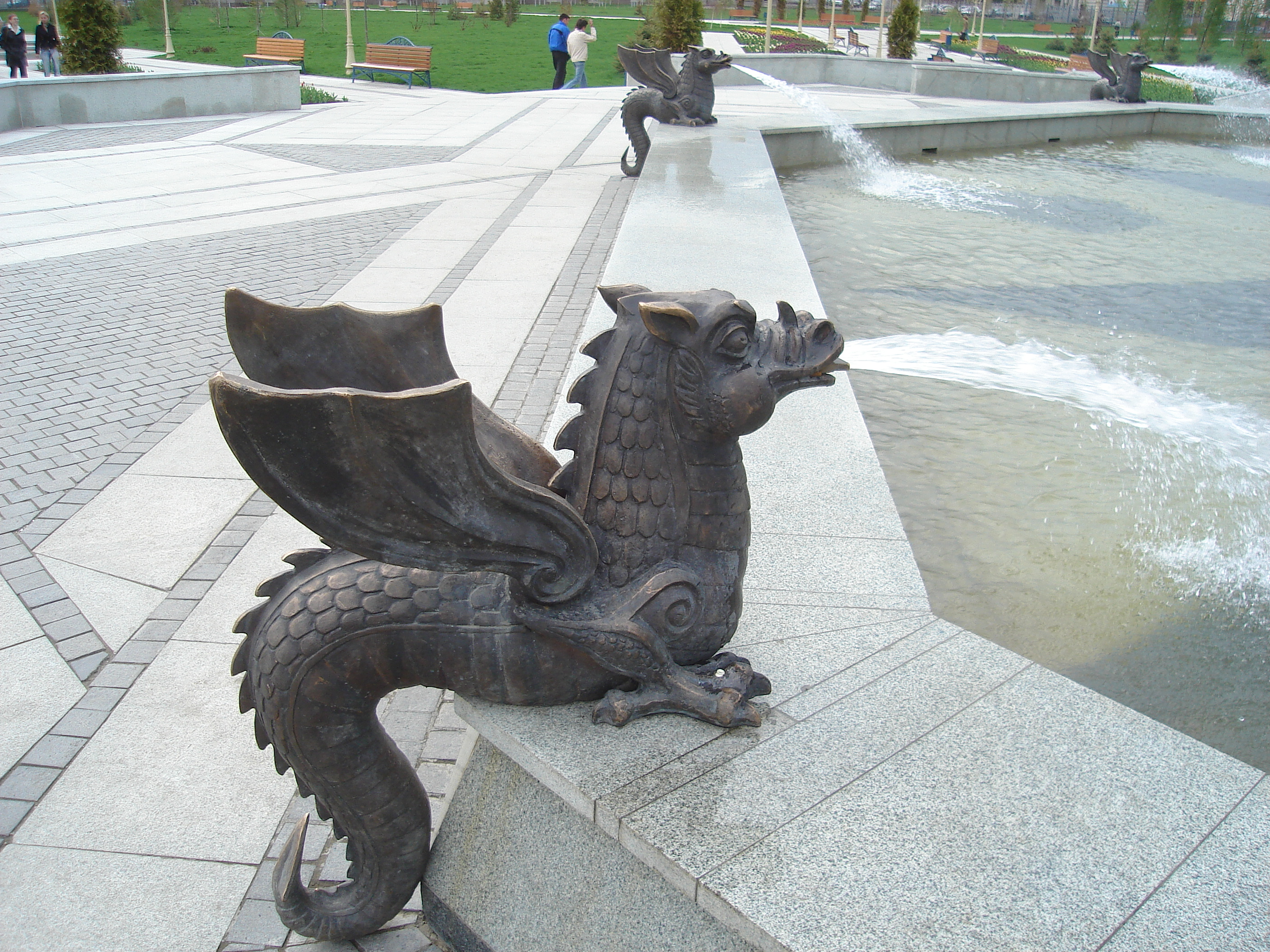
Елемент фонтану
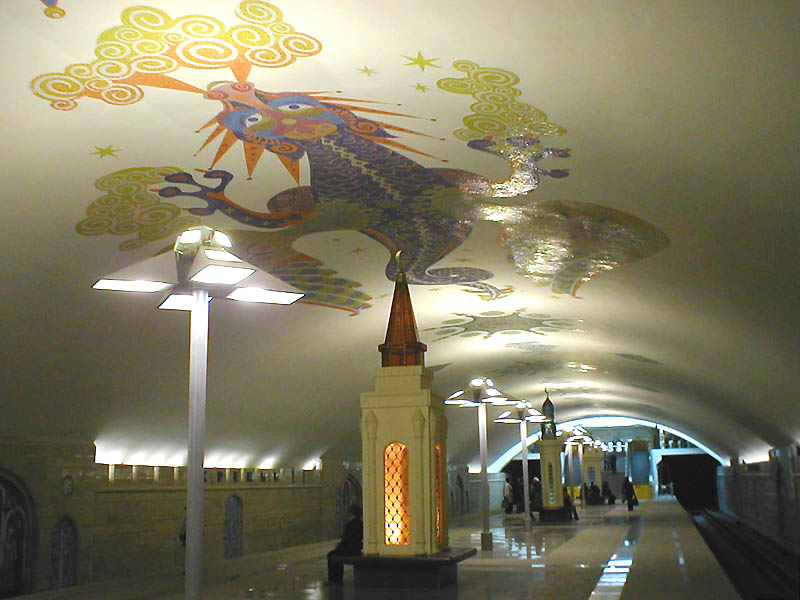
Внутрішнє оздоблення станції «Кремлівської»
Зилант на вході до станції метро «Кремлівська» Зилант на вході до станції метро «Кремлівська»
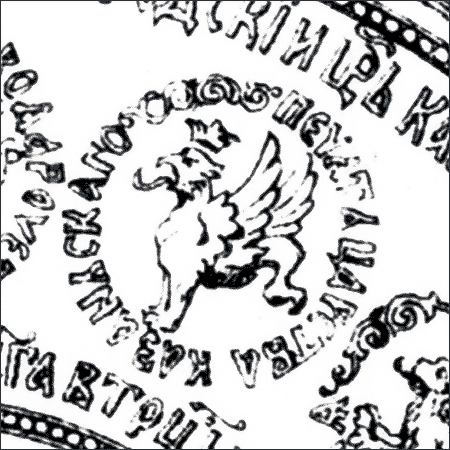
Фрагмент печатки Івана Грозного
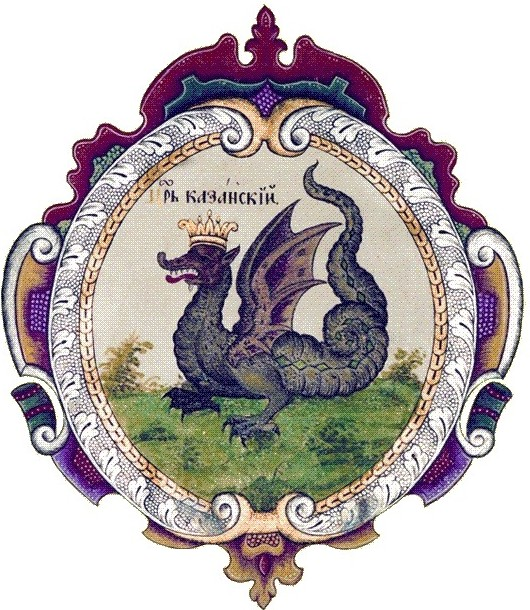
Емблема Казані з царського Титулярника 1672 року
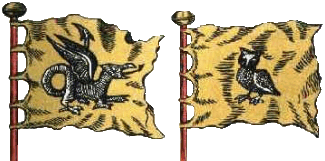
Прапори Тартарії

1. ↑  http://multimedia.turkist.org/photo/1/flag_tatarskikh_khanov/8-0-26 Прапор татарських ханів - Прапори, а також символіка тюрків світу - Фотоальбоми Тюркського Світу - Turkist Multimedia http://www.webcitation.org/6GDWWMRWa